# Henry Du Mont
Henry de Thier, anomenat Henry Du Mont o Henri Dumont (Loon, Borgloon prop de Tongeren, 1610 - París 8 de maig de 1684), va ser un compositor barroc. Va passar la major part de la seva vida a París a la cort del rei Lluís XIV, el Rei Sol.
El 1652 publicà a París 35 obres que conformen la col·lecció Cantica Sacra. La seva aparició encaminaria la forma de compondre cap als nous usos arribats d'Itàlia entre els quals, com a element més innovador, destacava l'ús del baix continu. De forma errònia, Du Mont afirmava en el pròleg de la col·lecció ser el primer autor francès a utilitzar tal tècnica, quan en realitat va ser Constantijn Huygens el qual cinc anys abans emprés el baix xifrat. Conscient que aquestes innovacions estranyaria a un públic més acostumat a la tradició polifònica en el repertori, Du Mont justificava la utilització d'aquest recurs "més apte per aquells que tenen com a professió cantar
bé", referint sobretot a les "Senyores de la Religió", aquelles que interpretaven la música en els convents i per a les quals Du Mont va compondre aquests primers exemples de petit motet. Aquestes obres anticiparen el que seria una característica principal de la música francesa de la segona meitat del segle xvii, és a dir, l'ús de l'ornamentació per embellir i fer més expressives les notes.

## Biografia
Dumont era fill d'Henry de Thier i Elisabeth Orban a Looz (Borgloon). La família es va traslladar a Maastricht el 1613, on Henri i el seu germà Lambert eren coristes a l'església de Notre-Dame (és a dir, la Basílica de Nostra Senyora). El 1630 va ser nomenat organista i li van concedir un permís de dos mesos per completar la seva educació. Al principat de Lieja (on va passar gran part del seu temps) va estudiar amb Léonard de Hodémont (1575–1639), absorbint les tendències d'Itàlia. L'1 de desembre de 1632 va dimitir en favor del seu germà. El 1639 va anar a París per ser organista de la important església parroquial de Saint-Paul. A partir d'aquest moment va utilitzar el nom de Dumont o Du Mont en lloc de De Thier. Des de 1652 va ser clavecinista a la cort del duc d'Anjou (Felip de França, duc d'Orléans, germà de Lluís XIV), i el 1660 va obtenir aquest càrrec de la jove reina Marie-Thérèse. El 1663 esdevingué "maitre" de la Chapelle Royale a Versalles, el 1672 esdevingué Sous-maître de la musique du Roy (amb Pierre Robert) i el 1673 esdevingué Mestre de la Música de la Reina.
Dumont es va casar (1653) amb Mechthild Loyens, filla de l'alcalde de Maastricht. Com a vidu va adquirir el benefici substancial de l'abadia de Silly prop de Lisieux a Normandia. El 1683 va renunciar a l'últim dels seus càrrecs i va morir un any després a París.

## Obres
Amb l'excepció d'algunes cançons i les peces instrumentals del Meslanges de 1657, Dumont va ser un compositor de música religiosa. La seva producció inclou prop d'un centenar de Petits Motets, el principal gènere francès del seu temps; els seus il·lustres successors van ser Jean-Baptiste Lully i François Couperin. Du Mont va ser el primer a publicar partbooks separats de continu a França.
- Meslanges à II, III, IV et V parties, avec la basse continue (1657)
- Cantica sacra II, III, IV cum vocibus tum instrumentibus modulata. Liber primus, Paris 1652
- Meslanges à II, III, IV et V parties, avec la basse continue (1657)
- Cinq Messes en plain-chant musical (1660, reprinted 1701 as Messes Royales en plein chant)
- Airs à 4 parties avec la basse continue ... sur la paraphrase des psaumes (1663)
- Motets à deux voix avec la basse continue (1668)
- Motets à deux III et IV parties, pour voix et instruments, avec la basse continue (1681)

El més important d'ells és Meslanges à II, III, IV i V parts amb el Baixcontinu que conté diverses cançons, motets, magnificats, Preludis i allemandes per a orgue i per a violes. I la lletania de la Mare de Déu, [re]publicada en partbooks pòstumament per Ballard sota el títol: Motets for the Chapelle du Roy, musicada per Monsieur Dumont Abbé de Silly, i Mestre de la Música de la dita Capella... Imprimir per ordre exprés de Sa Majestat. A més, la Bibliothèque Nationale té nombroses obres manuscrites entre les quals destaca Dialogus d'ànima per a cinc veus, una obra mestra que és el seu únic oratori autèntic.

## Llegat
L'antologia Cantica sacra publicada l'any 1652 contenia motets per a 1, 2, 3 o 4 solistes amb continu, els primers d'aquestes característiques a França. El que era nou no era l'ús del continu (del qual hi havia algun precedent) sinó la combinació, en la música sacra, de veus solistes amb instruments obligats, especialment en els petits motets per a una o dues veus. Aquí hi ha moltes innovacions, com ara la introducció de dispositius típics italians com vocalise i echo. Els grans motets també esperen els escrits posteriorment per a Versalles. El gènere oratori i l'estil recitatiu estan prefigurats en els motets de diàleg. Pel que fa al continuo, si no el va introduir a França, va ser el primer a imprimir un partbook separat i, per tant, va fer molt per propagar-ne l'ús. Els seus grans motets pour la Chapelle Royale (1686) reuneixen tots els experiments formals de la seva obra anterior. Cal destacar que els motets de Dumont es van cantar a les esglésies parroquials cap a la dècada de 1730, és a dir, 60 anys després de la seva mort.
Grands Motets
Els grans motets de Dumont per a la Chapelle Royale són els primers representants del gènere. A diferència de les obres posteriors de Lully, Delalande, Desmarest, Charpentier, Mondonville i Rameau, no estan fetes de moviments successius unificats per material clau i temàtic, sinó que els versos (sense compàs final, independentment del que apareix en algunes edicions modernes) estan enllaçats, i ordenada amb una mirada constant cap al contrast, que també es constata en el desplegament de les forces intèrprets: solistes, grups de solistes, subcor, ripieno i orquestra s'uneixen, es retiren, dialoguen i es reuneixen, les veus solistes. reincorporant-se al cor. L'escriptura en cinc parts és típica del gran motet francès i es mantingué fins al segle xviii. Dumont va utilitzar dos violins i dues violes [sic], la qual cosa és destacable perquè reflecteix la pràctica del nord d'Europa, mentre que Lully va utilitzar una part de violí i tres violes. (Això probablement significa claus; la família del violí encara no estava estandarditzada.)
- Nota sobre altura: El temperament de to significatiu va prevaldre a França fins a finals del segle xviii, sobretot en la música religiosa que utilitzava l'orgue (instrument de Dumont).
- Nota sobre l'instrumentació: l'orquestra dels grans motets contenia théorbes i clavicèmbal (i orgue), violins i violes.

Les seves cinc misses de cant planer, conegudes com les Misses Reials, van sobreviure fins a mitjans del segle XX (abans del Vaticà II), tot i que mostren poc del geni desenvolupat en la seva escriptura de motet. No obstant això, encara es poden escoltar cantats en les festes majors d'alguns llocs de culte catòlics (per exemple a Sant Eugène a París) i els seus motets també continuen trobant un lloc a la litúrgia.
A les parts de Motets à II, III i IV de 1681 apareix la nota següent, que suggereix quatre cantants com a mida normal per a un cor (tal com argumenta Joshua Rifkin a Bach's Chorus: A Preliminary Report):, i la lletra cursiva petita significa que un dels dos han de cantar sols, i la gran lletra rodona per cantar tots junts com si fossin dos cors."

## Enregistraments
- Motets pour la chapelle du roi, Magnificat (La Chapelle royale, Philippe Herreweghe) Harmonia Mundi 1981
- Motets à voix seule (Ricercar Consort, Henri Ledroit haute-contre) Ricercar 1984
- Motets et dialogue (Les Talens Lyriques, Christophe Rousset)
- Les litanies de la vierge (Ensemble Dumont, Peter Bennet)
- Grands Motets, Magnificat, Ricercar Consort, Choeur de Chambres de Namur, dir Philippe Pierlot. Ricercar 2002
- A fairly extensive discography Arxivat 2007-08-09 a Wayback Machine.(francès)